# Jackie Wilson (boxe anglaise)
Jackie Wilson est un boxeur américain né le 1er janvier 1909 à Westminster, en Caroline du Sud, et mort le 2 décembre 1966.

## Carrière
Passé professionnel en 1929, il devient champion du monde des poids plumes NBA (National Boxing Association) le 18 novembre 1941 après sa victoire aux points contre Richie Lemos. Wilson conserve son titre lors du combat revanche puis est battu par Jackie Callura le 18 janvier 1943. Il met un terme à sa carrière en 1947 sur un bilan de 101 victoires, 45 défaites et 8 matchs nuls.